# Merciera leptoloba
Merciera leptoloba är en klockväxtart som beskrevs av A.Dc. Merciera leptoloba ingår i släktet Merciera och familjen klockväxter. Inga underarter finns listade i Catalogue of Life.